# Высотинская
Высотинская — деревня в Верховажском районе Вологодской области.
Входит в состав Нижнекулойского сельского поселения, с точки зрения административно-территориального деления — в Нижнекулойский сельсовет.
Расстояние по автодороге до районного центра Верховажья — 39 км, до центра муниципального образования Урусовской — 5 км. Ближайшие населённые пункты — Кузнецовская, Клюкинская, Бревновская.
По переписи 2002 года население — 6 человек.